# Donkey Kong Bananza
Donkey Kong Bananza (ドンキーコング バナンザ?, Donkīkongu Bananza) è un videogioco a piattaforme sviluppato da Nintendo EPD e pubblicato da Nintendo il 17 luglio 2025 in esclusiva per Nintendo Switch 2. È il primo titolo 3D della serie di Donkey Kong ad essere sviluppato dalla software house giapponese, che ha affidato la produzione al team di Super Mario Odyssey, e il primo titolo originale della serie da Donkey Kong Country: Tropical Freeze, nonché il secondo titolo della serie in 3D dai tempi di Donkey Kong 64.
Il giocatore controlla il gorilla Donkey Kong, che si avventura sottoterra insieme a una giovane Pauline per recuperare dei diamanti a forma di banane rubate dalla "Void Company". Il gioco è composto da diversi livelli in stile sandbox in cui il giocatore può distruggere l'ambiente circostante e costruire percorsi a suo piacimento. 
Il videogioco è stato acclamato dalla critica, che ne ha elogiato principalmente la modalità di gioco, le meccaniche "distruttive", la grafica e la trama, tuttavia sono stati criticati i cali occasionali dei frame per secondo e la telecamera. La critica ha definito Bananza la killer application della Switch 2.

## Trama
Donkey Kong si reca su "Lingottisola" insieme a un gruppo di scimmie minatrici per impossessarsi delle "Gemme di Banandium", scoperte durante una corsa all'oro. Un misterioso gruppo di imprese minerarie, conosciuto con il nome di "Void Company", dopo aver fatto sprofondare l'isola nel sottosuolo, si reca al centro della terra con le gemme rubate, dove potranno esaudire i propri desideri. Spetta a DK, con l'aiuto della giovane cantante Pauline, recuperare le banane e sventare il piano del malefico gruppo.

## Modalità di gioco

Stage del gioco ispirato al primo livello di Donkey Kong Country per SNES.

Donkey Kong Bananza è un videogioco a piattaforme 3D e d'avventura con esplorazione open world. Il giocatore controlla Donkey Kong con l'obiettivo di collezionare le "Gemme di Banandium", dei diamanti dorati a forma di banana, nel mentre che esplora liberamente livelli in stile sandbox ambientati nel sottosuolo. Ogni area ha un proprio tema unico, come lava, ghiaccio o biomi tropicali.
Donkey Kong può rotolare, tirare pugni, colpire il terreno, raccogliere, lanciare oggetti e arrampicarsi sulla maggior parte delle superfici. L'obiettivo è collezionare le gemme di Banandium che possono essere utilizzate per potenziare le abilità di DK da un albero delle abilità. Grazie alla "Bananergia" ottenuta dalle gemme è possibile sfruttare le trasformazioni "Bananza", che permetteranno per brevi periodi di tempo di trasformare DK in diverse creature, quali un Kong, una Zebra, uno Struzzo, un Elefante e un Serpente.
Per collezionarle, il giocatore deve completare missioni, risolvere puzzle e sconfiggere nemici. Le gemme funzionano in modo simile alle "Lune" di Super Mario Odyssey, è necessario collezionarle per progredire nel videogioco. Mentre esplora il livello, il giocatore può imbattersi in aree nascoste dove è necessario completare puzzle, sconfiggere nemici entro un tempo limite, saltare su delle piattaforme o minare dell'oro per ottenere altre gemme di Banandium. Alcune aree hanno anche sezioni a scorrimento laterale ispirate alla serie Donkey Kong Country.
Il giocatore riceverà consigli, assistenza e alcune volte anche gemme di Banandium da diversi NPC, compresi alcuni personaggi di Donkey Kong come Cranky Kong, Diddy Kong, Dixie Kong e Rambi. All'inizio di Bananza, Donkey Kong incontra "Roccia strana", un'antropomorfa roccia di colore viola che lo guida. Andando avanti nel gioco, si scoprirà che la roccia non era altri che Pauline, che può usare la sua voce per attivare le trasformazioni di Donkey Kong, rimuovere sigilli e, in modalità cooperativa, lanciare proiettili. Bananza supporta il GameShare e un secondo giocatore può controllare Pauline localmente o anche online con un'altra Nintendo Switch 2, o anche con un originale Nintendo Switch.
Una delle novità di Donkey Kong Bananza è possedere un ambiente completamente distruttibile dal giocatore. Può rompere il terreno o le mura e usare i pezzi a proprio vantaggio, lanciandoli per esempio contro i nemici o usarli come tavola da surf. Terreni soffici possono essere uniti per creare nuovi percorsi. Il giocatore può anche scavare tra le rocce per creare dei tunnel sotterranei o per scovare tesori nascosti. Il limite massimo è segnato da dei substrato indistruttibile. Alla fine di ogni livello è presente un boss da sconfiggere per progredire. I progressi del giocatore vengono salvati in una mappa 3D, e giganti murene conosciute come "Murenexpress" permettono al giocatore di spostarsi tra i livelli.
Altri collezionabili del gioco sono: l'oro, la valuta del gioco e serve per le trasformazioni; palloncini, che salvano il giocatore dalle voragini; "gettoni di Banandium", che il giocatore può scambiare per gemme; fossili, che possono essere scambiati per costumi e indumenti per Donkey Kong e Pauline; e dischi per ascoltare la colonna sonora del videogioco in un jukebox. Il giocatore può usare gli amiibo: scannerizzando quello dedicato a Donkey Kong e Pauline sbloccherà un costume speciale per Pauline, scannerizzando invece quelli della serie di Donkey Kong riceverà piastrelle dorate esplosive. Altri amiibo daranno al giocatore sfere con proprietà speciali. È presente anche una modalità fotografica in cui il giocatore può muovere la telecamere a suo piacimento per scattare degli screenshot, ed è presente la modalità "DK Artist", che ha come scopo scolpire dei modelli prestabiliti con la roccia sfruttando la modalità mouse dei Joy-Con 2.

## Colonna sonora
Naoto Kubo, il principale compositore di Super Mario Odyssey, è il tecnico del suono di Donkey Kong Bananza. Nintendo ha posto forte enfasi sulla colonna sonora del gioco grazie all'inclusione di Pauline. Il titolo include alcuni riarrangiamenti di David Wise e Grant Kirkhope delle musiche dei giochi della serie sviluppati dalla Rare, tra cui Donkey Kong Country, Donkey Kong Country 2: Diddy's Kong Quest è Donkey Kong 64, anche se nessuno dei due è stato coinvolto nel progetto. Kirkhope è rimasto sorpreso quando ha scoperto che Bananza aveva nella sua colonna sonora un remix del DK Rap di Donkey Kong 64, che ha definito scherzosamente "il peggior singolo rap nella storia del rap". Kubo disse che i compositori diedero priorità a musiche completamente originali, ignorando che Bananza fosse un videogioco della serie Donkey Kong, aggiungendo un "pizzico (di arrangiamenti) qua e là".

## Sviluppo
Donkey Kong Bananza venne sviluppato da Nintendo Entertainment Planning & Development Production Group No. 8, lo stesso dipartimento che sviluppò Super Mario Odyssey. È il primo capitolo della serie sviluppato internamente da Donkey Kong Jungle Beat, e il primo videogioco a piattaforme 3D da Donkey Kong 64. È stato diretto da Kazuya Takahashi e Wataru Tanaka, mentre il game director di Odyssey, Kenta Motokura, che lavorò anche come character designer in Jungle Beat, venne scelto come produttore. L'autore di Donkey Kong, Shigeru Miyamoto, fece da consulente. Il titolo del videogioco è un gioco di parole tra "banana" e bonanza.

### Concezione

Gli sviluppatori hanno inizialmente condotto esperimenti tecnici con lo scopo di distruggere l'ambiente, attaccando le braccia di Sganassotec (boss di Super Mario Odyssey) a un Goomba.

Bananza venne concepito dal senior manager generale Yoshiaki Koizumi, che diresse Jungle Beat, chiedendo al team dietro Odyssey di sviluppare un videogioco 3D di Donkey Kong. Motokura disse, non appena ricevé l'incarico, che il team voleva rinnovare la formula come Donkey Kong fece con la modalità di gioco e i suoi scenari vari e Donkey Kong Country fece con la grafica pre-renderizzata, usando le tecniche apprese dopo aver sviluppato diversi videogiochi 3D di Super Mario. Contattarono quindi Miyamoto per comprendere meglio il personaggio di Donkey Kong. Koizumi e Miyamoto si concentrarono soprattutto sulla forza del personaggio, con Koizumi che evidenziò come le braccia possenti lo distinguevano da Mario.
Dopo la pubblicazione di Odyssey, un programmatore sperimentò con la tecnologia voxel. Era già stata utilizzata in maniera limitata in Odyssey, venendo inserita intorno alla metà dello sviluppo, per permettere a Mario di scavare nel formaggio e nella neve. In un esperimento, attaccò le braccia del boss "Sganassotec" a un Goomba per permettergli di scavare e lanciare pezzi di terreno. Tanaka disse che il team lo trovò "sorprendentemente soddisfacente" e interessante come elemento centrale per la modalità di gioco, e il team realizzò che lo forza fisica di Donkey Kong era ottima per tale meccanica.

### Design
Lo sviluppo di Bananza iniziò sulla originale Nintendo Switch, ma venne spostato su Nintendo Switch 2 intorno al 2021, per non scendere a compromessi. I prototipi del gioco su Switch avevano problemi di performance, a causa della scarsa memoria RAM disponibile e CPU del predecessore che non riuscivano a reggere l'ambiente di gioco. Al contrario, Switch 2 permise a Bananza di girare a 60 frame al secondo, espandere l'ambiente in dimensione e dettagli, e incorporare idee che erano state precedentemente scartate. Takahashi disse che il team era anche molto entusiasta di aggiungere in qualche modo la modalità mouse dei Joy-Con 2, che alla fine implementarono in "DK Artist".
L'intero terreno dei livelli di Bananza è fatto di voxel, che Motokura disse che fosse il fattore primario che distingueva il gioco da Odyssey. Takahashi trovò l'uso dei voxel al posto della modellazione a poligoni molto più conveniente, affermando che permetteva agli sviluppatori di "combinare liberamente voxel e materiali per costruire il terreno e poi testarlo immediatamente. Questo ci permise di sperimentare (nuove idee) molto più rapidamente". Nintendo affermò che i giocatori non si sarebbero neanche accorti dei voxel durante la partita. Lo spostamento su Switch 2 permise agli sviluppatore di ampliare "la distruzione" dell'ambiente di gioco; Daisuke Watanabe, il direttore artistico, disse: "(la Switch 2) sbloccò l'intero potenziale del gioco—no, lo ha reso possibile".
Motokura disse che i livelli sono stati pensati per sfruttare a pieno la forza di Donkey Kong. Takashi disse che le scoperte che il giocatore può fare distruggendo il terreno, e anche l'aggiunta di un albero di abilità, rese la modalità di gioco molto differente da Odyssey. Il team sviluppò anche un nuovo sistema di telecamera virtuale così che il giocatore potesse vedere anche quando sta scavando sottoterra. Motokura pensò che il pugno di Donkey Kong fosse uno degli elementi più difficili da implementare, perché non voleva renderlo troppo monotono a lungo andare. Vennero quindi fatte alcune modifiche alla progettazione del suono, al rumble del controller e gli effetti visivi. Aggiunsero quindi effetti come il rallentatore e fotogrammi fermi per dare enfasi al pugno.
Il team di sviluppo rivisitò diversi giochi della serie per cercare ispirazioni. Cercarono di onorare la storia del franchise e, allo stesso tempo, riproporre elementi che potevano adattarsi bene all'ambiente di gioco di Bananza. Takahashi giocò a tutti i videogiochi di Donkey Kong dopo essere stato scelto come game director e affermò che la sua maggior influenza fu il primo Donkey Kong Country. Il team decise di usare i voxel per rappresentare anche gli elementi dei precedenti titoli, come i carrelli da miniera, i cannoni a forma di barile e alcuni personaggi come Rambi; Motokura sostenne comunque di non voler solo giocare sull'effetto nostalgia. Per riuscire a soddisfare sia i fan di Donkey Kong che i nuovi giocatori, inclusero un albero di abilità, una modalità con una difficoltà più semplice e la modalità multigiocatore cooperativa.

### Personaggi
Kevin Bayliss, artista di Rare, fece un nuovo design a Donkey Kong per Donkey Kong Country, usato fino al 2025. Per Bananza, Nintendo fece modifiche al design, combinando elementi come l'espressività dell'originale design di Miyamoto e la personalità "cool" e avventuriera di Country. Il tema voleva creare una rappresentazione unica del personaggio, pur rimanendo fedele sia alla visione di Miyamoto che quella di Rare a cui i fan erano abituati.
Watanabe affermò che il team cercò in tutti i modi di "concepire un design che potesse mostrare Donkey Kong per quello che è realmente, evidenziando le sue caratteristiche uniche e il suo fascino". Si consultarono con diversi precedenti artisti della serie per consigli. Visto che il modello di Donkey Kong è molto più largo di quello di Mario, decisero di enfatizzare le espressioni facciali e dargli una grossa peluria per renderlo più "interessante" da una prospettiva a terza persona. Nonostante il design fosse stato creato prima per Bananza, a causa del lungo sviluppo venne mostrato prima in Super Mario Bros. - Il film e Mario Kart World.
Quando il team decise quali altri personaggi della serie includere nel gioco, Nintendo EPD fece riferimento al primo Donkey Kong per mostrare che il personaggio coesisteva con gli umani. Cercarono quindi di bilanciare i personaggi animali della serie Country e quelli umani. La scelta dei personaggi fu comunque oggetto di discussione: Motokura richiese di aggiungere Cranky Kong perché era uno dei suoi preferiti; Diddy Kong invece venne aggiunto solo come cameo. Bananza inoltre segna la prima apparizione dei Kremlings e King K. Rool dopo 20 anni, decidendo quindi di dare una spiegazione per la loro assenza.
All'inizio dello sviluppo, venne deciso di dare un compagno a Donkey Kong. Uno sviluppatore propose subito Pauline, ma venne inizialmente scartata. Motokura disse che il team rivalutò l'idea quando implementarono la trasformazione di DK in zebra. Il compositore scrisse il brano per la trasformazione, il team decise di trasformarla in una canzone e venne scelta Pauline come cantante grazie al suo ruolo in Odyssey. Motokura e Takahashi descrissero Pauline come una "guida" per il giocatore e la sua inclusione aiutò a sviluppare diverse nuove idee.

#### Doppiaggio
Bananza è il primo videogioco di Donkey Kong nel quale è presente un doppiaggio con frasi compiute oltre ad essere il primo gioco della serie che presenta un personaggio completamente doppiato in italiano (Pauline).
| Personaggio     | Doppiatore giapponese                        | Doppiatore italiano |
| --------------- | -------------------------------------------- | ------------------- |
| Donkey Kong     | Kōji Takeda                                  |                     |
| Pauline         | Yurianne Eve (dialoghi) Jenny Kidd (canzoni) | Giulia Maniglio     |
| Poppy Kong      | Hitomi Nabatame                              |                     |
| Struzzo Anziana | Miki Narahashi                               |                     |
| Void Kong       | Yu Hayashi                                   |                     |
| King K. Rool    | Tsuguo Mogami                                |                     |

### Promozione e Distribuzione
Un gioco 3D di Donkey Kong doveva essere inizialmente sviluppato da Vicarious Visions, con il nome di Donkey Kong Freedom, ma non si sa con certezza se il gioco sia servito per le fondamenta del nuovo titolo. 
Il gioco venne annunciato, per la prima volta, nel Nintendo Direct del 2 aprile 2025. Una presentazione dedicata al gioco venne mostrata il 18 giugno. Il videogioco venne pubblicato il 17 luglio 2025 in esclusiva su Nintendo Switch 2.

## Accoglienza
| Testata                              | Giudizio                                         |
| ------------------------------------ | ------------------------------------------------ |
| Metacritic (media al 23 luglio 2025) | 91/100                                           |
| OpenCritic (media al 23 luglio 2025) | 91/100 e 99% raccomandato dalla critica generale |
| 4Players                             | 8,5/10                                           |
| Destructoid                          | 9/10                                             |
| Eurogamer                            | 4/5                                              |
| Everyeye.it                          | 9/10                                             |
| Famitsū                              | 38/40                                            |
| Gamekult                             | 8/10                                             |
| GameSpot                             | 9/10                                             |
| GamesRadar+                          | 4,5/5                                            |
| IGN                                  | 10/10                                            |
| IGN Italia                           | 9/10                                             |
| Jeuxvideo.com                        | 17/20                                            |
| Multiplayer.it                       | 9,5/10                                           |
| Nintendo Life                        | 9/10                                             |
| NME                                  | 4/5                                              |
| The Guardian                         | 4/5                                              |
| The New York Times                   | "Eccellente"                                     |
| The Washington Post                  | 4/4                                              |

Donkey Kong Bananza ha ricevuto il "plauso universale" su Metacritic. Il 99% della critica ha consigliato il videogioco, con un punteggio di 92 su 100 su OpenCritic. La rivista Famitsū gli ha dato un voto basato su quattro critiche di 38 su 40, un gradino sotto la valutazione di Super Mario Odyssey. La critica ha descritto Bananza come la killer application di Switch 2.
Logan Plant di IGN ha descritto Bananza come "il primo capolavoro di Nintendo Switch 2", "un perfetto successore" e uno dei migliori videogiochi a piattaforme a cui abbia mai giocato. Ha elogiato le meccaniche, le sfide che propone il gioco, la storia e i collezionabili, ha criticato tuttavia l'occasionale diminuzione dei frame per secondo. Anche Alessandro Bacchetta di Multiplayer.it lo ha definito come "uno dei migliori platform 3D mai creati", ha apprezzato come sia rispettoso riguardo al passato del personaggio, ma "proiettato totalmente al futuro". Adam Newell di Destructoid ha apprezzato soprattutto le "sorprese che offre il videogioco", la sua modalità di gioco e la trama. Jim Norman di Nintendo Life ha elogiato la varietà del gioco, il senso di avventura che dà al giocatore e le sfide di corsa, ma ha affermato che il gioco ha alcuni "cali di performance". Gene Park di The Washington Post ha definito Bananza come uno dei migliori videogiochi Nintendo degli ultimi anni e lo ha paragonato a Odyssey.
Cael di Gamekult ha criticato la telecamera del gioco e i movimenti che può fare in alcune fasi. Anche Ali Shulter di NME ha criticato la telecamera e ha descritto la modalità cooperativa come "un'aggiunta dell'ultimo secondo", tuttavia ha elogiato la colonna sonora. Jonas Höger di 4Players ha espresso simile critiche riguardo la telecamera e la modalità cooperativa, ha criticato anche il calo di frame occasionale e le battaglie boss, che ha trovato troppo semplici. Anche Charlan Moheng di Jeuxvideo.com ha trovato i boss del gioco troppo semplici e gli ha definiti "riciclati", ha affermato che la colonna sonora non era abbastanza impattante per lui e che il gioco possiede pochi momenti veramente "wow".

### Vendite
Donkey Kong Bananza è diventato il best-selling game di Amazon il 23 giugno 2025. Nel settimana di lancio, nel Regno Unito, ha venduto 3 volte le copie della versione di Nintendo Switch di Tropical Freeze. Le vendite sono state circa la metà di quelle di Odyssey; un'analista ha attribuito ciò al fatto che Nintendo ha pubblicato Bananza più vicino al lancio della console rispetto Odyssey e durante un periodo di vendita più lenti.